# Bourguignon-sous-Coucy
Bourguignon-sous-Coucy ist eine französische Gemeinde mit 104 Einwohnern (Stand 1. Januar 2022) im Département Aisne in der Region Hauts-de-France; sie gehört zum Arrondissement Laon und zum Kanton Vic-sur-Aisne.

## Geografie
Die Gemeinde Bourguignon-sous-Coucy liegt an der Grenze zum Département Oise, 25 Kilometer nordwestlich von Soissons und 35 Kilometer nordöstlich von Compiègne.

## Bevölkerungsentwicklung
| Jahr      | 1962 | 1968 | 1975 | 1982 | 1990 | 1999 | 2006 | 2013 | 2021 |
| Einwohner | 62   | 73   | 59   | 77   | 99   | 83   | 90   | 101  | 104  |

## Sehenswürdigkeiten

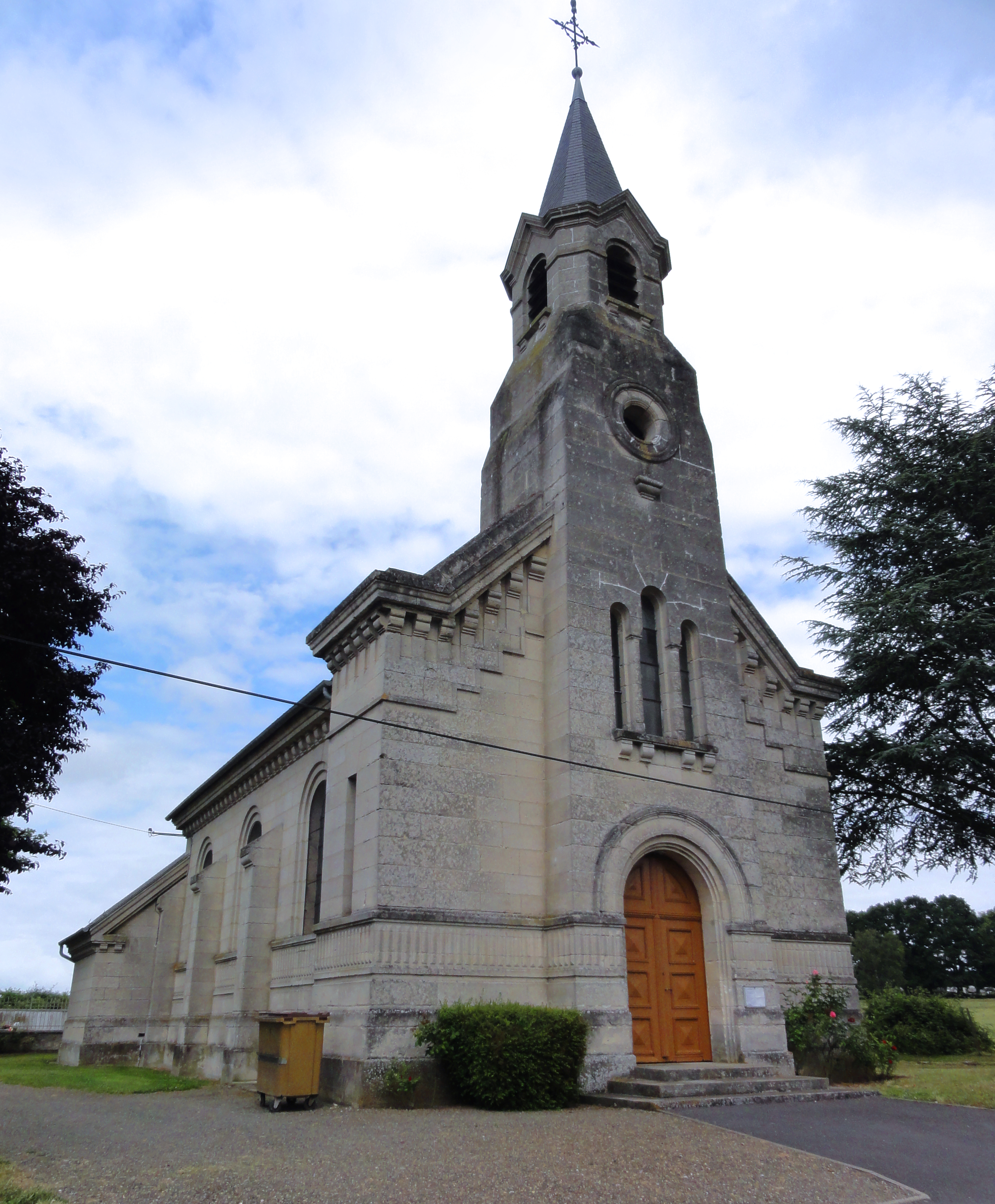
Kirche Saint-Amand
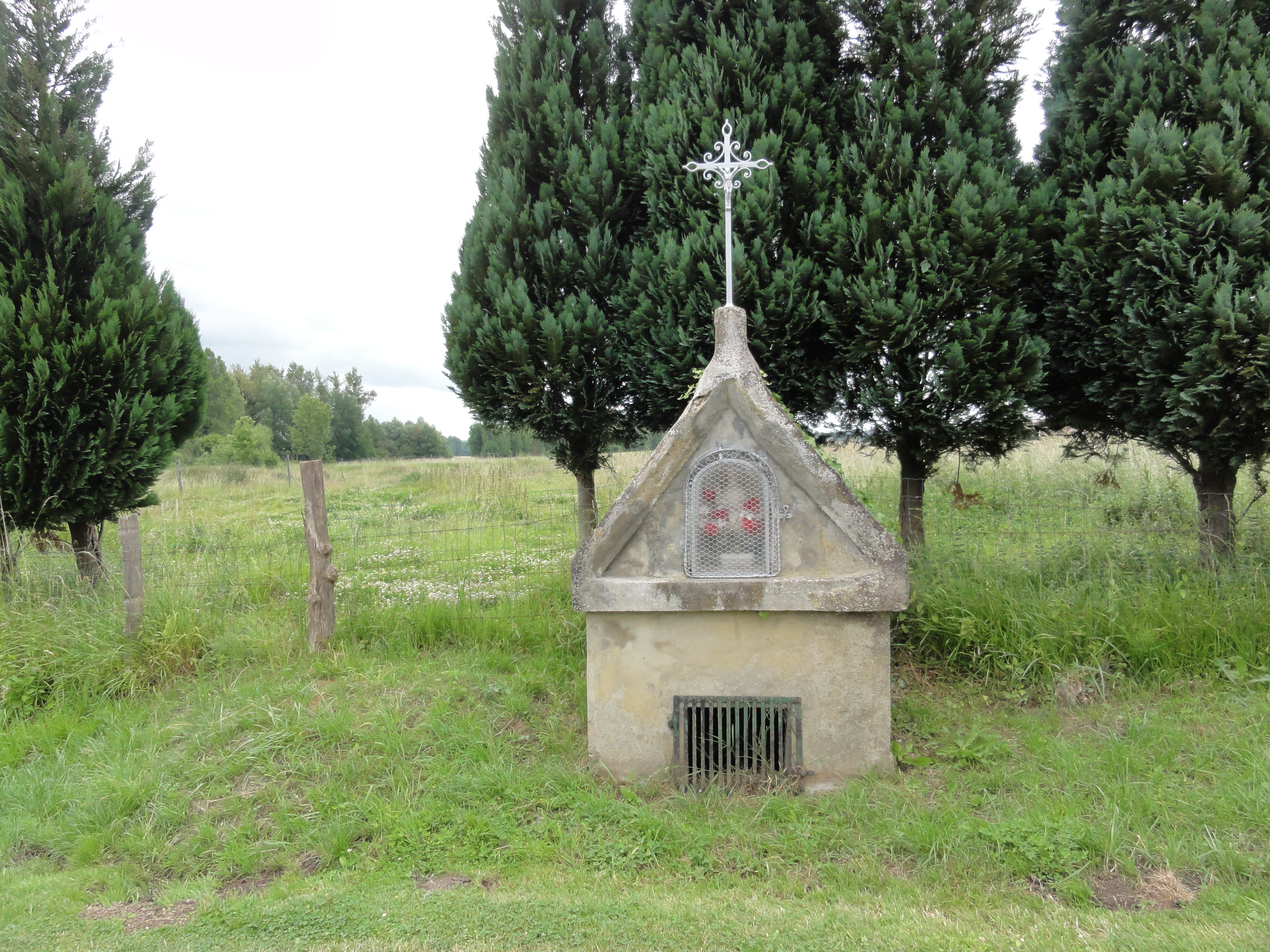
Brunnen-Oratorium
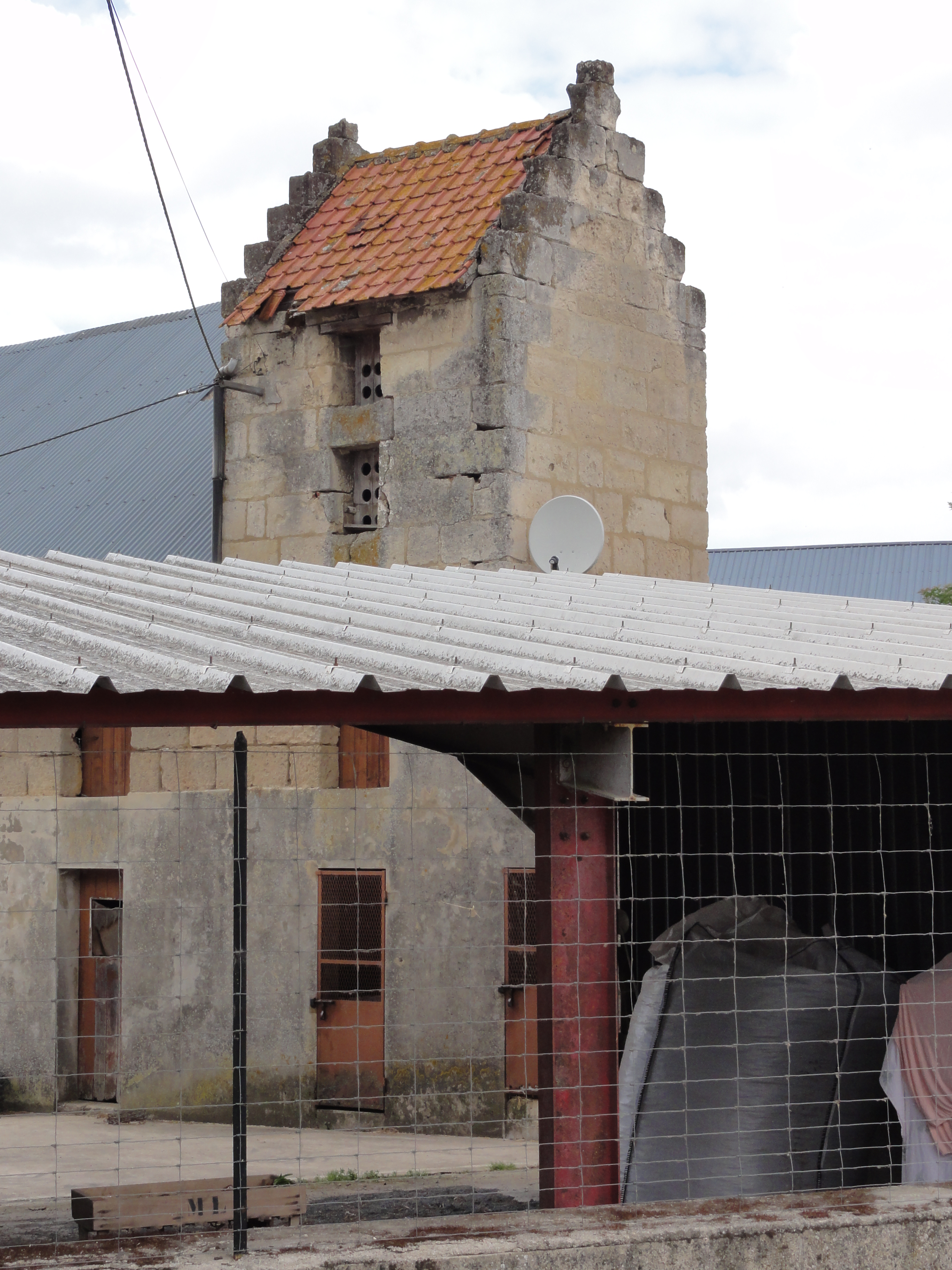
Taubenturm
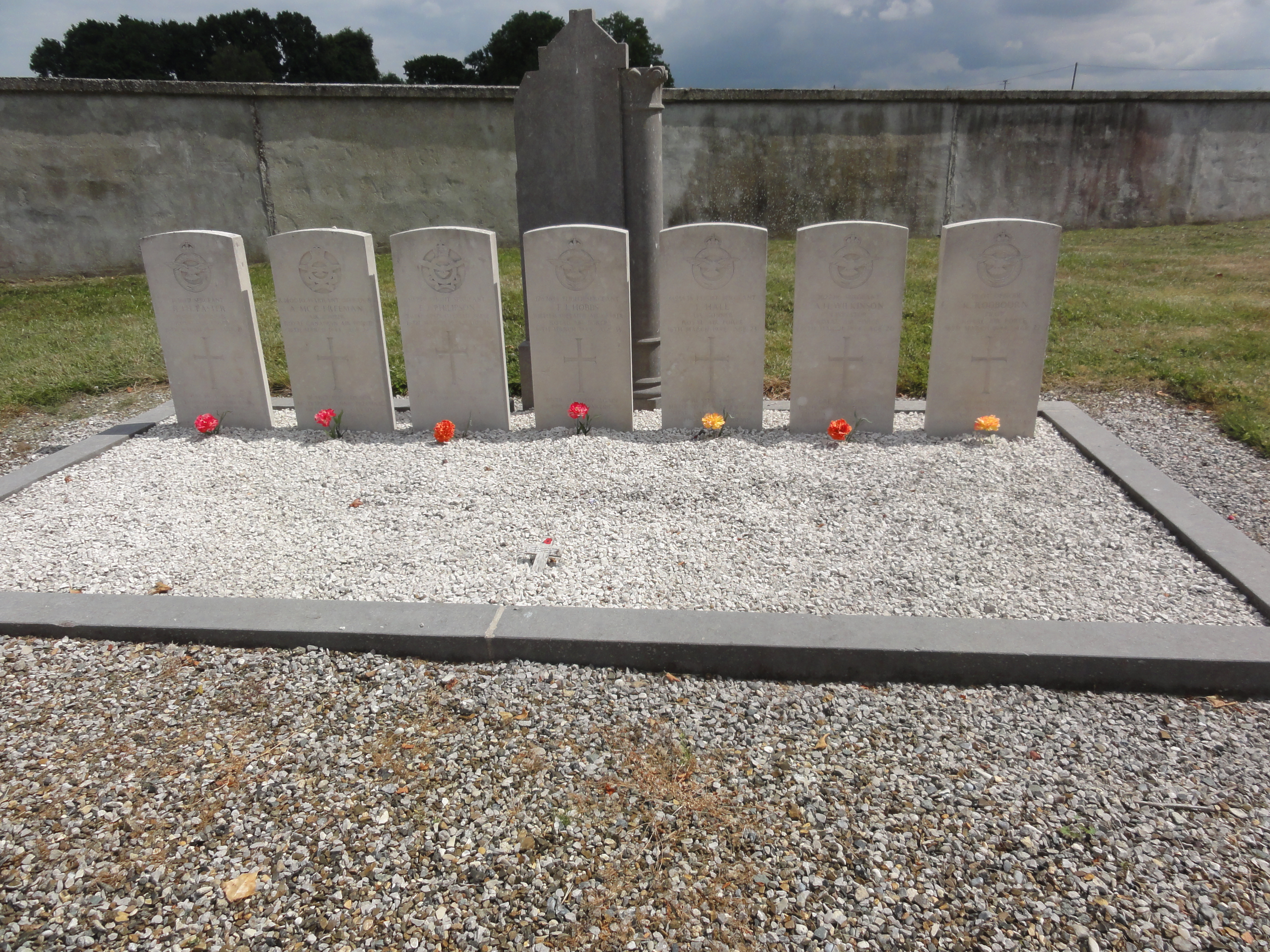
Soldatengräber des Commonwealth

- Kirche Saint-Amand
- Brunnen-Oratorium
- Taubenturm
- Soldatengräber des Commonwealth